# Tyler Skaggs
Tyler Wayne Skaggs (Woodland Hills, California, Estados Unidos; 13 de julio de 1991 - Southlake, Texas, Estados Unidos; 1 de julio de 2019) fue un jugador de béisbol profesional estadounidense que jugó en Grandes Ligas (MLB) para los Arizona Diamondbacks y Los Angeles Angels.
Los Angels seleccionaron a Skaggs en la primera ronda del draft de 2009 de la MLB. Después de que los Angels lo intercambiaran a los Diamondbacks durante la temporada 2010, Skaggs hizo su debut en MLB en 2012. Los Diamondbacks lo intercambiaron de regreso a los Angels durante la temporada baja 2013-2014, y lanzó para el equipo hasta 2019. Tuvo un promedio de carreras limpias (ERA) de 4,41 con 476 ponches y un récord de 28 ganados y 38 perdidos.
El 1 de julio de 2019, Skaggs fue encontrado muerto en su habitación de hotel en Southlake, Texas, donde los angelinos estaban de visita para jugar contra los Texas Rangers. La autopsia concluyó que Skaggs había aspirado con su propio vómito y murió de asfixia bajo la influencia de fentanilo, oxicodona y alcohol. Su muerte fue declarada un accidente.

## Carrera deportiva

### Carrera amateur
Estudió en Santa Monica High School, en Santa Mónica, California. En 2008, en su año juvenil, tuvo un promedio de carreras (ERA) de 1.11 con 89 ponchados, 44 hits recibidos, 22 bases por bolas en 63 1/3 de entradas pitchadas. Fue nombrado el jugador del año en la Ocean League.

### Los Angeles Angels
The Los Angeles Angels of Anaheim lo seleccionaron en la primera ronda suplementaria en 2009 en el draft de las Ligas Mayores. Hizo su debut profesional en las Ligas Menores en el nivel de novato con The Arizona Angels de la Liga de Arizona y con Orem Owlz de la Liga Pionera. Tuvo un promedio de carreras limpias de 1.80 en 10 entradas lanzadas.
En 2010, los Angels lo asignaron a The Cedar Rapids Kernels de la Clase A en la liga del medio oeste. Apareció en el equipo de estrellas de dicha liga.

### Arizona Diamondbacks
El 25 de julio de 2010, los Angels negociaron a Skaggs, Joe Saunders, Rafael Rodríguez y Patrick Corbin a los Arizona Diamondbacks por Dan Haren. Los Diamondbacks lo asignaron al South Bend Silver Hawks de la Liga del Medio oeste. Finalizó la temporada de 2010 con un récord de 9 ganados y 5 perdidos con un promedio de carreras limpias de 3.29 y 102 ponches entre Cedar Rapids y South Bend.
En 2011 inició la temporada con The Visalia rawhide de la Clase A avanzada en la Liga de California, recibiendo una promoción a los Mobile Bay Bears de la Clase AA de la Liga del Sureste en julio. Junto con Paul Goldsmith, representaron a los Diamondback en el juego de estrellas del futuro en 2011. Terminó el año con un récord de 9 ganados y 6 perdidos, con un porcentaje de carreras limpias de 2.96 y 198 ponches en 27 juegos iniciados para Visalia y Mobile. Los Diamondbacks lo nominaron pitcher del año para su equipo de liga menor. Inició la temporada 2012 con Mobile, recibiendo una promoción a The Reno Aces de la Clase AAA de la Liga de la Costa del Pacífico a fines de junio. Apareció en el juego de Estrellas del futuro en el 2012.
Hizo su debut en las Ligas Mayores el 22 de agosto de 2012, dejando el juego con una ventaja de 2 carreras en 6 1/3 de entradas lanzadas siendo el ganador. En seis inicios con los Diamondbacks en ese año tuvo un récord de un ganado y tres perdidos con un promedio de carreras limpias de 5.83 Su promedio de pitcheo con récord de 2-3 y un promedio de carreras limpias de 5.12 fue el séptimo mayor en la liga de los inicialistas en 2013.

### Segunda temporada con los Angels
Los Diamondbacks negociaron a Skaggs regresando a los Angels el 10 de diciembre de 2013 en una negociación entre tres equipos en donde también participó Chicago White Sox. Los Angels también recibieron a Héctor Santiago, mientras que White Sox recibían a Adam Eaton y los Diamondbacks recibieron a Mark Trumbo y dos jugadores que serían designados más tarde. Lanzó para un récord de 5-5 y un promedio de carreras limpias de 4.30 en 18 juegos como abridor en 2014, pero su temporada terminó en agosto debido a una lesión en el ligamento colateral cubital requiriendo una reconstrucción (cirugía de Tommy John). Durante su recuperación decidió no hacer lanzamientos en toda la temporada 2015.
Después de un año en rehabilitación de la cirugía de Tommy John regresó a los Angels en 2016, siendo inicialista en 10 juegos. También lanzó para The Salt Lake Bees en 2016. Para la temporada 2017 inició en la rotación de los Angels. En esa temporada estuvo 98 días en la lista de lesionados, limitado a solo 16 aperturas.
En la temporada 2018 tuvo un promedio de carreras limpias de 2.64 en 16 inicios antes de ser enviado a la lista de lesiones en julio y agosto por una lesión en el abductor. En esa temporada inició 24 juegos, terminando con récord de 8-*10 con 4.02 en carreras limpias y 129 ponches en 125 1/3 de entradas lanzadas. En la temporada 2019 continuó en la rotación de lanzadores y fue enviado a la lista de lesionados por un esguince del tobillo después de tres aperturas. Fue activado el 26 de abril. Tuvo 15 aperturas en 2019, con un récord de siete ganados y siete perdidos, un promedio de carreras limpias de 4.29 y 78 ponches. Al momento de su muerte, era el líder del equipo en ganados y en ponchados para la temporada. El récord para su carrera fue de 28-38 en ganados y perdidos, con un promedio de 4.41 en carreras limpias y 476 ponchados en 520 2/3 de entradas lanzadas.

### Estilo de lanzamientos
Tenía principalmente tres tipos de lanzamiento: un lanzamiento de bola rápida de cuatro costuras a 94 millas por hora (151 km/h). Tenía también un lanzamiento en curva de 72 a 76 millas por hora (116-122 km/h) y un lanzamiento de cambio de velocidad contra bateadores derechos de 78 a 81 millas por hora (126-130 km/h). En el béisbol de los Estados Unidos y entre los buscadores de talento consideraban que el lanzamiento de curva era su mejor lanzamiento, mientras que el cambio de velocidad era el menos desarrollado.

### Vida personal
Había nacido en Woodland Hills, California, el 13 de julio de 1991, Su madre, Debbie, fue entrenador de softball en Santa Mónica High School hasta 2015. Se casó con Carli Miles después de concluir la temporada 2018 en las Ligas Mayores, siendo residente y originario de Santa Mónica, hasta su muerte. Descendiente de mexicanos por parte materna, y al momento de su muerte, tenía planeado representar a México en el siguiente Clásico Mundial de Béisbol.

## Muerte
Fue encontrado sin vida en su habitación de hotel el 1 de julio de 2019, en Southlake, Texas, y fue declarado muerto alrededor de las 14:18 por las autoridades cuando llegaron a la escena.
Ese día los Angels se preparaban  para jugar una serie de cuatro juegos contra los Rangers de Texas; estaba programado para lanzar en el final de la serie el 4 de julio. Los Angels y los Rangers pospusieron el primer juego, que había sido programado para el día de su muerte. La declaración emitida por el Departamento de Policía de Southlake decía que no se sospechaba suicidio ni juego sucio. Al día siguiente, el médico forense del condado de Tarrant comenzó su autopsia, estimando que determinaría una causa de muerte antes del 2 de octubre de 2019.
El 30 de agosto de 2019, el médico forense del condado de Tarrant (Texas) anunció que la autopsia realizada en Skaggs encontró una mezcla de fentanilo, oxicodona y alcohol en su sistema. Los opioides están prohibidos por MLB. Skaggs tenía un nivel de alcohol en la sangre de 0.12, por encima del límite legal de 0.08 para conducir. El examen concluyó que Skaggs murió de asfixia después de ahogarse con su propio vómito y su muerte fue declarada un accidente.
El 2 de julio, Patrick Corbin, de los Washington Nationals, quien fue compañero de equipo de Skaggs cuando estaba con Arizona, honró a Skaggs al cambiar su número de camiseta a 45 para un juego contra los Miami Marlins.